# نورت دام دو بورتيج (كيبك)
نورت دام دو بورتيج (بالإنجليزية: Notre-Dame-du-Portage, Quebec)‏ هي بلدية محلية في كيبيك تقع في كندا في Rivière-du-Loup Regional County Municipality. يقدر عدد سكانها بـ 1,193 نسمة ومساحتها 115.90 كم2 .